# Brian Dybro
Brian Dybro (født 11. juli 1979) er en dansk socialpædagog og politiker, der siden kommunalvalget 2009 har været 1. viceborgmester i Odense Kommune, valgt for Socialistisk Folkeparti. Fra nytåret 2012/13 og frem til kommunalvalget 2013 var han desuden fungerende rådmand for Børn- og Ungeudvalget, i stedet for Stina Willumsen, der skulle på barselsorlov. Han fungerer desuden som partiets gruppeformand og politiske ordfører i byrådet.
Han blev desuden udpeget til at efterfølge hende som partiets borgmesterkandidat ved kommunalvalget i 2013.
I sit civile liv har Dybro arbejdet på botilbuddet St. Dannesbo i Odense. Før han blev indvalgt i byrådet var han gennem nogle år formand for SF i Odense.
Under formandsvalget i sensommeren 2012 meldte Dybro hurtigt ud, at han støtter Astrid Krag.